# Chronologie des Fernsehens

Briefmarke 1983

Die Chronologie des Fernsehens ist eine Liste weltweiter historischer Ereignisse zur Fernsehtechnik und des Programmstartes von Fernsehsendern von den Anfängen des Fernsehens im 20. Jahrhundert bis zur Gegenwart.

## Bis 1900
- 1843 erhält Alexander Bain ein Patent für ein Faxgerät und schafft damit die Grundlagen der Bildzerlegung.
- 1883 erfindet Paul Nipkow das elektrische Teleskop, welches mit Hilfe einer rotierenden Scheibe (Nipkow-Scheibe), die mit spiralförmig angeordneten Löchern versehen war, Bilder in Hell-Dunkel-Signale zerlegte bzw. wieder zusammensetzte. Dies war die erste brauchbare Bildzerlegung für das Fernsehen. Die ersten Fernsehübertragungen arbeiten tatsächlich mit einer optisch-mechanischen Bildabtastung, darunter auch welche mit einer Nipkow-Scheibe. Anfang der 1930er Jahre setzten sich bereits die elektronische Bildabtastung mit ihrer ausgezeichneten Qualität durch, basierend auf dem von Wladimir Kosmitsch Sworykin erfundenen Ikonoskop, woraufhin Nipkows Erfindung von nun an keine Bedeutung für das Fernsehen mehr hatte.
- 1889: Alexander Stoletow erfindet Photozellen, die als Elektronenröhren schneller sind als Selenzellen.
- 1897 entwickelt Ferdinand Braun zusammen mit Jonathan Zenneck die Kathodenstrahlröhre (auch Braunsche Röhre genannt). Diese war bis vor wenigen Jahren die Grundlage für die am weitesten verbreitete Methode, Bilder für das Fernsehen darzustellen. Die ersten Anwendungen fand sie in Messapparaturen. Heute wird die Braunsche Röhre durch Flachbildschirme ersetzt.
- 1900: Konstantin Perski prägt auf der Pariser Weltausstellung das Wort „Television“.

## 1900 bis 1949
- 1906 benutzen Max Dieckmann und G. Glage die Braunsche Röhre erstmals zur Wiedergabe von zwanzigzeiligen Schwarzweiß-Bildern. Damit war erstmals eine brauchbare Methode zur elektronischen Wiedergabe von Bildern gefunden.
- 1907: Boris Rosing schafft Schattenrisse auf Elektronenstrahlröhren.
- 1909: Ernst Ruhmer überträgt das Bild eines Kreuzes mit Hilfe von 25 Selenzellen auf eine Glühlampentafel (und verwirklicht damit den Vorschlag von George B. Carey).
- 1914: Dénes von Mihály beginnt im Auftrag des österr. K&K-Kriegsministeriums mit der Arbeit am „Telehor“, einem Fernsehsystem zur militärischen Aufklärung.
- 1922: Gründung der British Broadcasting Corporation (BBC) als Radiosender.
- 1923 baut Wladimir Sworykin, Assistent von Rosing, den ersten brauchbaren elektronischen Bildabtaster, die Ikonoskop-Röhre. Die Röhre wird ab 1934 in Serie hergestellt. Zusammen mit der Kathodenstrahlröhre ist damit der Weg zum vollständig elektronischen Fernsehen geebnet;
- Im September 1924 stellt der an der Universität Leipzig lehrende August Karolus eine mechanisch/elektronisch arbeitende Bildübertragungs-Einrichtung mit zwei Nipkow-Scheiben, einer Photozelle und einer Kerr-Zelle vor. Bilder mit 45 Zeilen können mit einer Bildfrequenz von 12 Bildern pro Sekunde übermittelt werden.
- Ebenfalls 1924 überträgt der Schotte John Logie Baird mit seinem „Televisor“ auf Basis der Nipkowschen Scheibe Schattenbilder über eine Entfernung von drei Metern. Das für heutige Ansehensweise einfache System (30 Zeilen und Hochformat) wurde weiterentwickelt und von etwa 1928 bis zum 11. September 1935 von der BBC regulär zur regelmäßigen Programmausstrahlung über HF benutzt. Es gab insgesamt etwa 4000 Empfänger. Interessant ist die Tatsache, dass J.L. Baird Fernsehbilder auf Schallplatte speicherte (Bandbreite etwa 12 kHz). Diese Schallplatten (oder eigentlich Bildplatten) wurden für Interessierte auch in einigen Geschäften vertrieben. Auch einige Amateuraufnahmen von frühen Fernsehsendungen der BBC auf Schallplatte sind erhalten geblieben. Heute sind diese Scheiben im Filmmuseum in Bradford zu sehen und werden regelmäßig vorgeführt. J.L. Baird war sich des Potenzials seiner Technik bewusst: Wenn man das Potential dieses Systems begreift, wird man das große Geschäft darin sehen (sinngemäß).
- 1926: Kenjiro Takayanagi gelingt die Übertragung eines Bildes auf rein elektronischem Weg.
- 1928: Dénes von Mihály bietet auf einer Messe in New York einen Fernsehempfänger auf Basis der Nipkow-Scheibe an; Ernst F. W. Alexanderson entwickelt einen Drehspiegel-Projektor für zwei Meter große Fernsehbilder; die RCA-Tochter NBC beginnt unter David Sarnoff mit dem Testbetrieb. John Logie Baird gelingt es, erste farbige Fernsehbilder zu übertragen.
- Am 8. März 1929 findet die erste Fernseh-Versuchssendung in Deutschland, eine Übertragung vom Mittelwellensender Berlin-Witzleben auf dem Berliner Funkturm zum Reichspostzentralamt an der Ringbahnstraße in Berlin-Tempelhof statt. Mit 30 Zeilen und einer Frequenz von zehn Bildern pro Sekunde zeigten die ersten drahtlos übertragenen Fernsehbilder zwei Mädchen im Badeanzug.
- 1929 gründen die Firmen Bosch, Baird-TV, Zeiss-Ikon und Loewe AG die Fernseh-AG in Berlin.
- 1931 führt Manfred von Ardenne zur Funkausstellung in Berlin das erste vollelektronische Fernsehen vor.
- 1931: Die Sendestation von CBS in New York City beginnt am 21. Juli 1931 damit, ein Fernsehprogramm auszustrahlen, das an allen Tagen der Woche Sendungen anbietet.
- 1934 entdecken Kell, Bedford und Trainer den Kell-Faktor.
- Am 22. März 1935 beginnt der Fernsehsender Paul Nipkow vom Berliner Funkturm aus auf der Ultrakurzwelle 7,06 m (entspricht 42,46 MHz) mit der Ausstrahlung des ersten regelmäßigen Fernsehprogramms der Welt. An drei Wochentagen wurde von 20:30 bis 22 Uhr in dieser Reihenfolge ein „Aktueller Bildbericht“, „Künstler stellen sich vor“, „Ausschnitte aus Tonfilmen“ und Kulturfilme gezeigt. Am 9. April desselben Jahres wurde im Reichspostmuseum Berlin die erste Fernsehstube für die Öffentlichkeit eingerichtet.
- 1936 leitet die erste elektronische Fernsehkamera das vollelektronische Fernsehzeitalter ein: Bei den Olympischen Sommerspielen 1936 wird die von Emil Mechau konstruierte „Olympiakanone“ für die Direktübertragung eingesetzt. Die Wettbewerbe im Olympiastadion Berlin können die Berliner in den Fernsehstuben verfolgen. Am 2. November ist der Start des ersten Senders im Vereinigten Königreich, der BBC 1.
- 1937: Deutschland wechselt von der 180- auf die 441-Zeilennorm.
- 1938: Telefunken entwickelt die erste Rechteckbildröhre der Welt
- 1939: die ersten 50 Einheitsempfänger sind fertiggestellt
- Am 19. Oktober 1944 stellt der Deutsche Fernsehrundfunk „Fernsehsender Paul Nipkow“ seinen Sendebetrieb endgültig ein.

## 1950 bis 1969
- 1950
  - Ab dem 27. November strahlt der NWDR in Hamburg vom Hochbunker Heiligengeistfeld an drei Tagen in der Woche ein Fernseh-Versuchsprogramm aus.
- 1951
  - Ab dem 27. September strahlt ein Sender auf dem Grundig-Werksgelände in Fürth täglich ein Fernseh-Versuchsprogramm aus.
  - Im Stadtpark Schöneberg wird der Berliner Bevölkerung die erste öffentliche Fernsehübertragung gezeigt, fotografiert von Max Schirner.
- 1952
  - Am 6. September geht in Kanada die Canadian Broadcasting Corporation auf Sendung.
  - Am 21. Dezember, Stalins Geburtstag, beginnt das Fernseh-Versuchsprogramm des Fernsehzentrums Berlin – später Deutscher Fernsehfunk (DFF) der DDR – in Adlershof mit der Sendung Aktuelle Kamera.
  - Ab dem 25. Dezember startet in der Bundesrepublik Deutschland der Nordwestdeutsche Rundfunk (NWDR) das erste tägliche Fernsehprogramm mit zunächst noch drei getrennten Programmen für Berlin, den Norden (gesendet aus Hamburg) und den Westen (gesendet aus Köln).[1] Es werden 4.000 Fernsehgeräte verkauft. (DDR 1953: 300)
  - 26.12.: Die erste (offizielle) Tagesschau wird gesendet.
  - 28.12.: Erstes gemeinsames Fernsehprogramm des NWDR für Berlin, den Norden und Westen der Bundesrepublik.
- 1953
  - Japan beginnt als erstes asiatisches Land mit regelmäßigen Fernsehsendungen
  - Am 23. Dezember nimmt Telesaar im autonomen Saarland als erster europäischer Privatsender seinen regulären Sendebetrieb auf. Das geplante europäische Fernseh-Programm Europa No. 1 Television, geht auf Grund des politischen Umbruchs im Saarland nicht auf Sendung.[2]
  - in der Bundesrepublik Deutschland wird der 10000. Fernsehteilnehmer registriert.
- 1954
  - In den USA wird die NTSC-Norm für Farbfernsehen eingeführt. Damit waren die Amerikaner den Europäern weit voraus. Diese führen erst über 12 Jahre später mit der PAL-Norm und mehreren Varianten der SECAM-Norm das Farbfernsehen ein. Allerdings hat die NTSC-Norm einige Schwächen in der Farbdarstellung: geringste Übertragungsfehler reichen aus, um besonders im Bereich der Gesichtsfarben sichtbare bis störende Verfärbungen auszulösen. Scherzhafterweise wurde daher NTSC, das Akronym für National Television System Committee, scherzhaft auch als „Never Twice the Same Color“ bezeichnet.
  - Die Rai – Radiotelevisione Italiana in Italien nimmt am 3. Januar seinen Betrieb auf.
  - Am 1. November beginnt das Gemeinschaftsprogramm Deutsches Fernsehen der Landesrundfunkanstalten unter dem Dach der ARD mit seinem Programm.
  - Marokko beginnt als erstes afrikanisches Land mit regelmäßigen Fernsehsendungen.
- 1955
  - Das österreichische Fernsehen nimmt seinen Betrieb auf.
  - Am 22. September startet ITV1 in Großbritannien.
- 1956
  - Am 3. Januar beginnt der Deutsche Fernsehfunk der DDR mit dem Regelbetrieb.
  - Ampex stellt sein Quadruplex-System vor, die erste analoge Magnetaufzeichnungs-Anlage mit sendetauglicher Schwarzweißqualität.
  - Die Australian Broadcasting Corporation (ABC) geht in Australien als erster Fernsehsender des Kontinents auf Sendung (zuvor ab 1932 als Radiosender).
  - Der erste schwedische Fernsehsender SVT 1 geht auf Sendung.
  - Ab 1.10. wird die Tagesschau täglich ausgestrahlt.
- 1957
  - Ampex führt den Farbvideorekorder ein.
  - Auf der Technischen Messe in Hannover werden Fernseher mit einer Bildröhre mit 90° Ablenkung vorgestellt
  - SABA zeigt unter dem Namen "Telerama" den ersten Fernseh-Großbildprojektor („Beamer“) für den Heimeinsatz.
- 1958
  - Am 15. Juli wird das private Fernsehprogramm Telesaar in der BRD abgeschaltet.
- 1960
  - Am 1. Juni geht in Neuseeland TV One auf Sendung.
  - Am 12. August wird mit Echo 1 der erste passive Kommunikationssatellit in eine Umlaufbahn um die Erde gebracht. Die Qualität der übertragenen Fernsehbilder ist allerdings mäßig.
- 1961
  - Am 1. Juni startet mit ARD 2 ein zweites Fernsehprogramm der deutschen Rundfunkanstalten.
  - Am 11. September nimmt das zweite österreichische Fernsehprogramm FS2 (seit 1992 ORF 2) den Betrieb auf.
  - Am 1. Oktober nimmt das CTV seinen Sendebetrieb in Kanada auf.
- 1962
  - Am 10. Juli wird der erste aktive Fernmeldesatellit Telstar in seine Umlaufbahn gebracht; mit dessen Hilfe erfolgt am 23. Juli die erste Liveübertragung für die Eurovision aus den USA.
  - BBC 2, der zweite Sender im Vereinigten Königreich, startet.
  - Der australische Fernsehsender Seven Network geht auf Sendung.
  - NBN Television geht in Australien auf Sendung.
- 1963
  - Anfang Januar stellt Walter Bruch das PAL-Verfahren für das Farbfernsehen vor.
  - Am 1. April beginnt das Zweite Deutsche Fernsehen (ZDF) in Mainz offiziell mit dem Sendebetrieb.
  - Am 26. Juli wird mit Syncom 2 erstmals ein Kommunikationssatellit in eine geostationäre Umlaufbahn gebracht. Damit ist es möglich, von einem festen Punkt auf der Erde ununterbrochen Signale an einen Satelliten zu senden, bzw. von diesem zu empfangen.
- 1964
  - Auf der Welser Herbstmesse wird das Farbfernsehen der österreichischen Öffentlichkeit vorgestellt. Vom Sender Lichtenberg wird auf FS2 Oberösterreich ein Messeprogramm in Farbe ausgestrahlt.
- 1965
  - Network Ten startet sein Programm in Australien.
  - Zwischen 1966 und 1967 wird das PAL-Farbfernsehverfahren von den meisten westeuropäischen Staaten übernommen.
- 1967
  - Am 25. Juni wurde unter Federführung der britischen BBC mit Our World (englisch für „Unsere Welt“) die erste per Satellit weltweit ausgestrahlte Live-Fernsehsendung übertragen. Insgesamt nahmen 19 Länder teil. Über 400 Millionen Menschen aus bis zu 31 Ländern sahen die Sendung.
  - Am 25. August eröffnet Außenminister Willy Brandt das deutsche Farbfernsehen auf der Funkausstellung in Berlin.
- 1969
  - Das Nine Network in Australien wird gegründet.
  - Fernsehübertragung der Mondlandung 1969: Am 20. Juli findet nach der Mondlandung des amerikanischen Raumschiffs Apollo 11 die erste Live-Übertragung vom Mond statt.
  - Am 3. Oktober beginnt mit dem Sendestart des 2. Programms des DFF (DFF 2) das Farbfernsehen in der DDR nach dem französischen SECAM-Verfahren.
  - Am 5. Dezember geht das zweite schwedische Fernsehen SVT 2 auf Sendung.

## 1970 bis 1979
- 1970
  - Im April nimmt der türkische Fernsehsender TRT seinen Betrieb in vollem Umfang auf. Es handelt sich um die ersten Fernsehsendungen die in der Türkei einem breiteren Publikum zugänglich gemacht werden.
  - 5. Oktober Sendestart des Public Broadcasting Service (PBS).
- 1972
  - Vom 26. August bis 11. September lieferten ARD und ZDF gemeinsam durch das von ihnen gegründete Deutsche Olympia Zentrum (DOZ) ein volles Programm in Farbe von den XX. Olympischen Sommerspielen an alle Fernsehanstalten der Welt.
  - In den USA geht der Bezahlfernsehsender Home Box Office auf Sendung, ab 1975 wird auch über Satellit ausgestrahlt.
  - Am 11. Februar wird der Deutsche Fernsehfunk (DFF) in Fernsehen der DDR (DDR-FS) umbenannt (bis 4. März 1990).
- 1973
  - Auf Initiative von Bundeskanzler Bruno Kreisky wird der Ausbau eines dritten österreichweiten Sendernetzes vorangetrieben. Die Sendeanlagen und Frequenzen bleiben aber bis 2003 ungenutzt, da trotz wiederholter Forderungen aus der Politik weder der ORF noch ein Konsortium von Zeitungsherausgebern ein drittes Programm einführen wollte.
  - Am 14. Januar wird das Konzert Aloha from Hawaii des US-amerikanischen Künstlers Elvis Presley als erstes Konzert eines Solokünstlers via Satellit in über 40 Länder der Erde übertragen.
- 1974
  - Im Januar geht das Global Television Network in Kanada auf Sendung.
- 1975
  - SBS in Australien wird gegründet und sendet zuerst in 7 bis 8 Sprachen.
  - Am 30. Juni geht TV 2 in Neuseeland auf Sendung.
- 1976
  - Am 5. Januar wird die erste Fernsehsendung in Südafrika ausgestrahlt.
  - Anfang der 1980er Jahre wurde die Fernsehtechnik durch analogen Stereo-Ton (mittels zweier Tonunterträger) sowie um den sogenannten Tele- bzw. Videotext ergänzt.

## 1980 bis 1989
- 1980
  - Ted Turner gründet den Nachrichtensender CNN (USA).
- 1981
  - MTV geht auf Sendung. Das Programm wird im Kabelnetz in New York, bald auch in den ganzen USA verbreitet.
- 1982
  - Noch vor dem Sendestart der privaten deutschen Programme 1984 beginnt am 11. November in Freising der Vertrieb eines monatlichen Nachrichtenvideobandes unter dem Namen Freising im Bild. Seit 20. März 1986 wird Freising im Bild als regelmäßiges Fernsehprogramm der Region auch im Kabelnetz von Freising ausgestrahlt.
  - In Großbritannien wird Channel 4 gegründet.
- 1984
  - 1./2. Januar: Die ersten bundesweiten privaten Fernsehsender (RTL und Sat.1 (noch als PKS)) starten in Deutschland.
  - Regional geht Musicbox, der Vorgänger von Tele 5, in München als erster deutscher Musiksender auf Sendung.
  - In Ludwigshafen starten ZDF 2, (der Vorgänger von 3sat) und ZDF-Musikkanal.
  - am 1. Januar 1984 ging mit dem Offenen Kanal Ludwigshafen das erste lokale Bürgerfernsehen Deutschlands auf Sendung.
  - Start von Teleclub, des ersten deutschsprachigen Bezahlfernsehsenders. Das Programm besteht aus Spielfilmen.
  - In Frankreich geht Canal+ auf Sendung.
  - Am 1. Dezember wird aus ZDF 2 das Programm 3sat.
  - In Großbritannien startet die englische Musicbox, der Vorgänger von Super Channel.
- 1985
  - In den USA geht der Discovery Channel auf Sendung.
  - Am 14. März des Jahres wird TRP1, das erste Lokalfernsehen der Region Passau, gestartet.
- 1986
  - Am 7. September nimmt TQS den Sendebetrieb im französischsprachigen Kanada auf.
- 1987
  - Am 1. Mai beginnt Eureka TV, Vorgänger von ProSieben, mit seinem Sendebetrieb.
  - Am 1. August des Jahres startet der erste reine Musiksender aus Großbritannien für Europa: MTV Europe.
  - Ebenso aus Großbritannien sendet seit 1987 der Super Channel für Europa.
- 1988
  - Am 11. Januar geht der Musicbox-Nachfolger Tele 5 mit einem Mix aus Musik und Lifestyle auf Sendung.
  - Imparja Television geht am 2. Januar in Australien auf Sendung, er gilt als erster Fernsehsender für Aborigines.
  - Das österreichische Fernsehen führt auf ORF 2 (damals FS2) regelmäßige Sendungen für die einzelnen Bundesländer ein, nachdem die technischen Voraussetzungen (Auseinanderschaltbarkeit der Sendeanlagen) geschaffen wurden.
  - In Österreich werden nach Sendeschluss die Sendeanlagen nicht mehr abgeschaltet, in den programmfreien Zeiten ist jetzt auch in den Nachtstunden immer das Testbild zu sehen.
- 1989
  - WIN Television geht in Australien auf Sendung.
  - Am 1. Januar geht das heutige ProSieben auf Sendung, nachdem dessen Vorgänger – Eureka TV – um 24:00 Uhr seinen Sendebetrieb einstellte.
  - Im Februar startet Eurosport mit seinem Programm.
  - 30. Oktober: Letzte Sendung von Der schwarze Kanal mit Karl-Eduard von Schnitzler.
  - Am 26. November geht TV 3 in Neuseeland auf Sendung.

## 1990 bis 1999
- 1990
- 1991
  - Der deutsche Bezahlfernsehsender Premiere nimmt seinen Sendebetrieb auf.
  - 31. Dezember: Abschaltung des Deutschen Fernsehfunks DFF
  - Sendestart des internationalen britischen Fernsehsenders BBC World
- 1992
  - Am 1. Januar gehen das MDR Fernsehen und der ORB auf Sendung.
  - Am 29. Februar um 10:00 Uhr nimmt der Kabelkanal seinen Programmbetrieb auf. Er ist exklusiv in den Kabelnetzen der Deutschen Telekom empfangbar.
  - Arte wird durch einen Staatsvertrag zwischen dem französischen Staat und den deutschen Bundesländern gegründet und geht im Mai 1992 auf Sendung.
  - Am 1. Januar geht das deutsche Auslandsfernsehen DW-TV auf Sendung.
  - Am 1. Oktober des Jahres geht Cartoon Network in den USA auf Sendung.
  - Am 30. November des Jahres geht der erste Nachrichtensender Deutschlands auf Sendung: n-tv.
- 1993
  - DSF löst Tele 5 am 1. Januar 0.00 Uhr mit einem Sportangebot ab.
  - Am 25. Januar geht VOX auf Sendung.
  - Am 6. März geht RTL 2 auf Sendung.
  - Am 1. Dezember des Jahres wird der zweite deutsche Musiksender gestartet: VIVA.
  - Am 17. September geht das Cartoon Network in Großbritannien auf Sendung.
  - Am 1. November steigt NBC ins europäische Fernsehgeschäft ein: NBC Super Channel ist geboren.
- 1995
  - Im Januar startet der internationale britische Fernsehsender BBC Prime.
  - Die österreichischen Fernsehprogramme senden jetzt rund um die Uhr.
  - Am 11. März ist MTV dem Konkurrenten VIVA sieben Tage voraus und startet sein Oldie- und 80/90er Pop-Programm VH-1.
  - Am 18. März startet VIVA Zwei, auch als 80/90er-Popkanal.
  - Am 28. April geht Super RTL auf Sendung, der erste deutsche Sender, der sein Programm größtenteils für Kinder und Jugendliche produziert.
  - Seit 5. Juli sendet die deutsche Version von Nickelodeon. Bereits drei Jahre später stellt der Sender seinen Sendebetrieb wieder ein.
  - Am 25. August: Start des als Frauensender konzipierten tm3.
  - Am 15. Oktober des Jahres geht Deutschlands erster Homeshopping-Kanal auf Sendung: Home Order Television.
- 1996
  - Die skandinavische Version von Nickelodeon geht auf Sendung.
  - Der Fernsehsender Animal Planet geht auf Sendung.
  - Am 6. Januar geht mit Onyx.tv der fünfte deutsche Musiksender auf Sendung.
  - Am 1. Dezember des Jahres startet Deutschlands zweiter Homeshopping-Kanal QVC.
  - Der erste Sender der Oberpfalz wird am 1. März des Jahres gestartet: Oberpfalz TV.
  - Am 28. Juli des Jahres wird Deutschlands erster digitaler Bezahlfernsehsender DF1 ausgestrahlt, unter anderem auch der erste 24-Stunden-Sender für Kinder (Junior).
  - Der britische Auslandssender UK.TV wird in Australien gestartet.
  - Am 1. Oktober des Jahres ging Men & Motors in Großbritannien auf Sendung.
- 1997
  - Der Musiksender Juice TV geht in Neuseeland auf Sendung.
  - Der Musiksender C4 geht unter dem Namen TV 4 in Neuseeland auf Sendung.
  - Der Kinderkanal geht am 1. Januar auf Sendung.
  - Am 7. März geht mit MTV Central die deutsche Version von MTV auf Sendung.
  - Am 30. März startete Five in Großbritannien.
  - Am 7. April geht Phoenix, der Ereignis- und Dokumentationskanal von ARD und ZDF mit digitaler Technik auf Sendung.
  - Im September startet der National Geographic Channel in Europa und Australien.
  - Am 7. Dezember startete der Fernsehsender ITV2 in Großbritannien.
- 1998
  - Der National Geographic Channel geht im Juli des Jahres auch erstmals in Asien auf Sendung.
  - Start des internationalen britischen Fernsehsenders BBC America in den USA am 29. März
  - Das deutsche Nickelodeon stellt seinen Sendebetrieb am 31. Mai ein.
  - Computer im Fernsehen: Am 30. Juni geht das interaktive Programm NBC Giga auf Sendung.
  - Der lokale Bürgersender Offener Kanal Merseburg-Querfurt geht Ende September 1998 auf Sendung.
- 1999
  - Am 15. März geht der schwedischsprachige Nachrichtensender SVT24 in Schweden auf Sendung.
  - Die ersten Flachbildfernseher von Pioneer kommen auf den Markt.
  - Am 1. Oktober des Jahres geht der DF1 Nachfolger Premiere World auf Sendung, am 16. Oktober folgt im Premiere World-Paket der zweite 24-Stunden-Kindersender Deutschlands: Disney Channel.

## 2000 bis 2009
- 2000
  - Am 24. Januar des Jahres startet der Nachrichtensender N24.
- 2001
  - Am 1. September des Jahres geht 9Live, Deutschlands erster Quizsender, auf Sendung.
  - Am 1. März des Jahres startet RTL Shop, der erste Homeshopping-Kanal der RTL Group in Deutschland.
  - Der zweite reine Musiksender von beViacom, MTV2 Pop, startet am 1. Mai sein Programm in Deutschland und ersetzt VH-1.
  - 7. Mai: Start des Infotainmentkanals XXP (heute: DMAX).
  - Am 7. September startet der internationale britische Fernsehsender BBC Canada in Kanada.
- 2002
  - Der australische Sender ABC Asian Pacific geht auf Sendung.
  - Am 7. Januar wird aus VIVA Zwei VIVA Plus.
  - Am 11. Februar startet der britische Fernsehsender CBBC Channel in Großbritannien, ebenso CBeebies.
  - Am 28. April um 22:00 Uhr beginnt die Sendung des zweiten Tele 5.
  - Im Juli startet der internationale britische Fernsehsender BBC Food.
  - Der Fernsehsender Rialto Channel geht in Neuseeland im November auf Sendung.
  - Am 23. Dezember geht der schwedischsprachige Kindersender Barnkanalen auf Sendung.
  - Start von BBC Four im Vereinigten Königreich, Nachfolger des zuvor eingestellten BBC Knowledge.
  - Start des digitalen terrestrischen Fernsehens DVB-T in Deutschland (startete in Berlin im Herbst), der ersten regulären DVB-T Ausstrahlung in Europa.
  - Zusammenbruch des „Kirch-Imperiums“ (Leo Kirch).
- 2003
  - Am 1. Mai 2003 ging durch die Fusion des Senders Freies Berlin (SFB) und des Ostdeutschen Rundfunks Brandenburg (ORB) der rbb auf Sendung. Der ORB und SFB hören somit am 30. April 2003 auf zu existieren.
  - Start von BBC 3 am 9. März des Jahres im Vereinigten Königreich, Nachfolger des zuvor eingestellten BBC Choice, ebenso startet an diesem Tag der schwedischsprachige Privatsender TV4 Plus in Schweden.
  - Der britische Fernsehsender UK.TV geht im November auch in Neuseeland auf Sendung.
  - Der österreichische Sender ATV sendet ab sofort sein Programm auf der dritten analogen österreichweiten Senderkette, die seit den 1970er-Jahren für ein drittes ORF-Fernsehprogramm vorgesehen wurde, jedoch bislang nicht verwendet wurde.
- 2004
  - Am 1. März des Jahres startet Premiere den ersten Sender Deutschlands, mit dem 24 Stunden am Tag Menschen beobachtet und gefilmt werden (Big Brother).
  - Am 28. März geht Māori Television in Neuseeland auf Sendung, der erste Fernsehsender für Māori.
  - Am 18. April ging der schwedischsprachige private Unterhaltungssender TV4 Film in Schweden auf Sendung.
  - Start von DVB-T in Österreich, zunächst nur in Graz.
  - Am 1. Juni geht Deutschlands erster Astrologie-Kanal auf Sendung: Astro TV.
  - Im November startet der Kabelnetzbetreiber Kabel Deutschland sein erstes digitales Bezahlfernsehangebot mit über 30 Sendern.
  - Der erste Sender Deutschlands, der sich 24-stündig rund um das Thema Essen und Trinken dreht, wird gestartet: TV Gusto.
  - Am 15. September übernimmt Terranova mit einem Natur- und Tierfilmangebot um 5:30 Uhr die Frequenzen von Onyx.
  - Am 27. September geht der schwedischsprachige Wissenschaftsender Kunskapskanalen auf Sendung.
  - Am 1. November startet ITV3 in Großbritannien.
  - Am 1. Dezember Start des internationalen britischen Fernsehsenders BBC Japan in Japan.
- 2005
  - Am 14. Januar ging der schwedischsprachige private Unterhaltungssender TV400 in Schweden auf Sendung.
  - Am 5. März startet der digitale Fernsehsender ABC2 in Australien.
  - Seit 1. April strahlt der Musiksender Deluxe Music sein Programm aus.
  - Seit September wird der HDTV-Sender C More HD über Satellit ausgestrahlt. Er nutzt das ältere DVB-S und MPEG-2 (1080i). → Hauptartikel: Geschichte des hochauflösenden Fernsehens
  - Am 15. September ging der schwedischsprachige private Dokumentationskanal TV4 Fakta auf Sendung.
  - Am 29. September startet Das Vierte als weiteres privates Programm mit einem Spielfilmangebot in Deutschland. Der Sender hat die amerikanische NBC als Mutterkonzern.
  - Am 12. September um 6:00 Uhr geht Nick als deutsche Version des Kindersenders Nickelodeon auf Sendung. Bereits in den 1990er-Jahren existierte eine deutsche Nickelodeon-Version.
  - Am 26. Oktober begann die ProSiebenSat.1-Mediengruppe parallel zum normalen Betrieb ihre Programme über DVB-S2 in hochkonvertiertem HDTV (1080i) auszustrahlen.
  - Am 1. November geht Food Television in Neuseeland auf Sendung.
  - Am 1. November geht auch ITV4 in Großbritannien auf Sendung.
- 2006
  - 1. September: Aus XXP wird DMAX.
  - Am 18. September geht das Network The CW auf Sendung, eine Fusion aus dem United Paramount Network und The WB, die beide ihren Sendebetrieb einstellten.
  - Am 26. Oktober werden alle Grundnetzsender in Österreich auf DVB-T umgestellt, wobei es keine oder nur eine sehr kurze Umstellungsphase mit analogem Parallelbetrieb gibt.
  - Nach über 22 Jahren Programmbetrieb und 24 Jahren seines Bestehens wird der erste deutsche Regional- und Privatsender Freising im Bild Ende 2006 eingestellt.
- 2007
  - Am 15. Januar startet die deutsche Version von Comedy Central.
  - Am 10. Juli stellt Terranova seinen Sendebetrieb aus wirtschaftlichen Gründen ein.
  - Der Österreichische Rundfunk, die deutschen öffentlich-rechtlichen Sender und das Schweizer Fernsehen stellen 2007 das Bildformat von 4:3 auf 16:9 um.
- 2008
  - Viele Privatsender wechseln in den Jahren bis 2010 auf das Bildformat 16:9.
  - Seit 7. Juni sendet ORF eins HD hochauflösendes HDTV mit 720p.
- 2009
  - Umfirmierung: Aus Premiere wird zum 1. Juli des Jahres Sky Deutschland.

## 2010 bis heute
- 2010
  - Seit 12. Februar senden auch Das Erste und das ZDF in HDTV 720p.
  - 7. Mai: Sendestart von Sixx.
- 2011
- 2012
  - 1. April: Sendestart von RTL Nitro.
- 2013
  - Sendestart der Spartenkanäle ProSieben Maxx und Sat.1 Gold.
- 2014
- 2015
- 2016
  - 4. Juni: Sendestart des Spartenkanals RTLplus.
  - Am 30. September endete der Sendebetrieb der digitalen TV-Programme EinsPlus und ZDFkultur zu Gunsten von Funk, dem jungen Online-Angebot von ARD und ZDF.
- 2017
- 2018
- 2019
  - 1. Dezember: Sendestart des Spartenkanals VOXup.
- 2020
- 2021
- 2022
- 2023
- 2024
  - DF1 ersetzt am 1. Januar des Jahres den eingestellten deutschen Ableger von ServusTV.
  - April: Sky stellt drei Sky-Cinema-Kanäle ein.
  - 27. Dezember: Astro TV stellt nach 20 Jahren seinen Betrieb ein.
- 2025
  - 1. Januar: Sendestart von Spirit TV.